# 10 Pułk Zmechanizowany
10 pułk zmechanizowany (10 pz) – były oddział Wojsk Zmechanizowanych Sił Zbrojnych RP.
W 1990 roku 10 Drawski pułku czołgów średnich został przeformowany w 10 pułk zmechanizowany. Jednostka wchodziła w skład 10 Sudeckiej Dywizji Zmechanizowanej i stacjonowała w garnizonie Opole.
W 1994 roku pułk został rozformowany, a na jego bazie została utworzona 10 Opolska Brygada Zmechanizowana im. płk. Piotra Wysockiego.

## Skład
- Dowództwo i sztab
  - 2 x bataliony zmechanizowane
    - 3 x kompanie zmechanizowane
    - bateria moździerzy 120 mm
    - pluton łączności

  - 2 bataliony czołgów na T-72
    - 3 kompanie czołgów
    - pluton łączności

  - dywizjon artylerii samobieżnej na 122 mm Goździk
  - dywizjon plot 1 bplot ZSU-23-4 i 2 bplot ZU-23-2
  - pluton ochrony i regulacji ruchu
  - kompania rozpoznawcza
  - kompania łączności
  - kompania saperów
  - bateria ppanc
  - kompania zaopatrzenia
  - kompania remontowa
  - kompania medyczna
  - pluton rozpoznania skażeń